# تخت شاه نشین (پایه پل)
تخت شاه‌نشین (پایه پل) مربوط به دوره هخامنشی است و در شهرستان دنا، جنوب غربی یاتاوه واقع شده و این اثر در تاریخ ۱۹ دی ۱۳۵۶ با شمارهٔ ثبت ۱۵۷۱ به‌عنوان یکی از آثار ملی ایران به ثبت رسیده‌است.